# 亀山忍
亀山 忍（かめやま しのぶ、1969年〈昭和44年〉7月2日 - 2025年〈令和7年〉8月5日）は、大阪府大阪市港区生まれ、鹿児島県奄美大島出身の日本の俳優、タレント。

## 来歴・人物
12歳まで大阪で過ごす。鹿屋中央高校、大阪ビジネスカレッジ専門学校卒業。左利き。高校時代は投手で、一卵性双生児の兄である元阪神タイガース外野手野球解説者、現在タレントの亀山つとむと兄弟バッテリーを組んでいたが、高校在学中不慮の事故で利き手の大怪我を負い、阪神の入団テストを受験したが不合格（努は合格）。これを機にタレントに転向する。兄弟2人揃って調理科に在籍していたことから、調理師資格を持っている。
兄が現役時代の甲子園球場での試合前の練習中、兄がトーマス・オマリーに自身を紹介したところ、「カメヤマのオトウト、ブタね〜」と日本語で言われた。体重100kgは、既にこの時からであった（亀新フィーバーの影響でテレビ出演が多かった1992年頃迄は兄同様スリムだった。またこの頃、P&Gの家庭用洗剤のCMで兄弟で共演している）。現在は努の体重が増え、それに対し忍が再びスリムになり、以前と見た目が逆転している（2007年8月28日放送、『笑っていいとも!』のコーナー「花より双子」より）。
また、所属事務所である舞夢プロがまだ東京で無名だった頃は、アイドルとして売り出し中だった吹石一恵とともに事務所の広告に出ていた。一恵の父・吹石徳一も元近鉄の選手・コーチだった（現在は日本新薬硬式野球部アドバイザー）。
2006年秋より放送されたNHK朝の連続テレビ小説『芋たこなんきん』では奄美弁指導を担当した（俳優としての出演はなし）。
2025年8月5日、腎臓癌のために死去。56歳没。所属事務所によると、十数年前から、病気治療のためにタレント活動はしておらず、必要に応じて通院や入院を繰り返すなど闘病中だった。2009年頃から体調を崩すようになり、同年にテレビドラマで、出演者に向けて地元・鹿児島の奄美地方の方言指導をしたのが、最後の芸能関連の仕事になった。

## 出演作品

### テレビドラマ
- 往診ドクター事件カルテ（1992年、朝日放送） - 藤村義男 役
- HOTEL （TBS・近藤照男プロダクション） 
  - 第3シリーズ 第16話「宝石を売る幽霊?」（1994年） - 挙式予定の男性 役
  - 第4シリーズ 第1話「新しい出発!!」、第6話「約束！！」（1995年）
- 裸の大将 第70話「清の大島紬」（1994年、関西テレビ） - 宮乃敏彦 役
- あした家族になあれ（1995年、TBS）
- 新幹線'97恋物語（1997年、TBS） - 戸川敬四郎 役
- ウルトラマンダイナ（1997年 - 1998年、MBS） - ゴンドウ・キハチ参謀 役
- 連続テレビ小説 やんちゃくれ（1998年 - 1999年、NHK） - 高橋豊 役
- 南町奉行事件帖 怒れ!求馬II（2000年、TBS・C.A.L） 第15話「疑惑の炎」 - 太吉 役
- 包丁いっぽん（NHK）
- 検事 霧島三郎（日本テレビ）
- Gメン'75スペシャル 帰って来た若獅子たち（2000年、TBS） - 北村巡査部長 役
- 水戸黄門（TBS）
  - 第28部 第18話「大人もビックリ! 天才少年 -枚方-」（2000年） - 仁吉 役
  - 第37部 第11話「母と娘つないだ風車 -青森-」（2007年） - 熊次 役
  - 第38部 第16話「太鼓叩きゃ出るホコリ -諏訪-」（2008年） - 嘉助 役
  - 第39部 第18話「金では買えぬ母の愛! -岩国-」（2009年） - 伊太八 役
- 聖徳太子（2001年、NHK） 葛城臣烏奈良　役
- 壬生義士伝〜新選組でいちばん強かった男〜（2002年、テレビ東京） - 中岡慎太郎 役
- 大河ドラマ 新選組!（2004年、NHK） - 小六 役
- ワンダフルライフ（2004年、フジテレビ系）
- 坂の上の雲 第2部（2010年、NHK） - 伊集院彦吉 役

### その他のテレビ番組
- 土曜スポーツ劇場（朝日放送） 1992年亀新フィーバーに伴い阪神特集コーナーに出演
- プロ野球珍プレー・好プレー大賞（フジテレビ） 1992年前半戦スペシャルにトラッキーと共にゲスト出演

### 映画
- ウルトラマンティガ&ウルトラマンダイナ 光の星の戦士たち（1998年、松竹） - ゴンドウ・キハチ参謀役
- ヤンキー愚連隊　なんぼのもんじゃい！2（大映）
- 難波金融伝 ミナミの帝王（ケイエスエス）
- 大決戦!超ウルトラ8兄弟（2008年、松竹） - 市民 役

### ビデオ
- ウルトラセブン 栄光と伝説（1999年、バップ） - イマナリ・シンイチ役

### シングル
- 恋はひらめき：小林こずえとのデュエット（1992年12月5日、ハピネット・ピクチャーズ）
- 『往診ドクター事件カルテ』（朝日放送制作、テレビ朝日系）挿入歌